# Johnny Reb

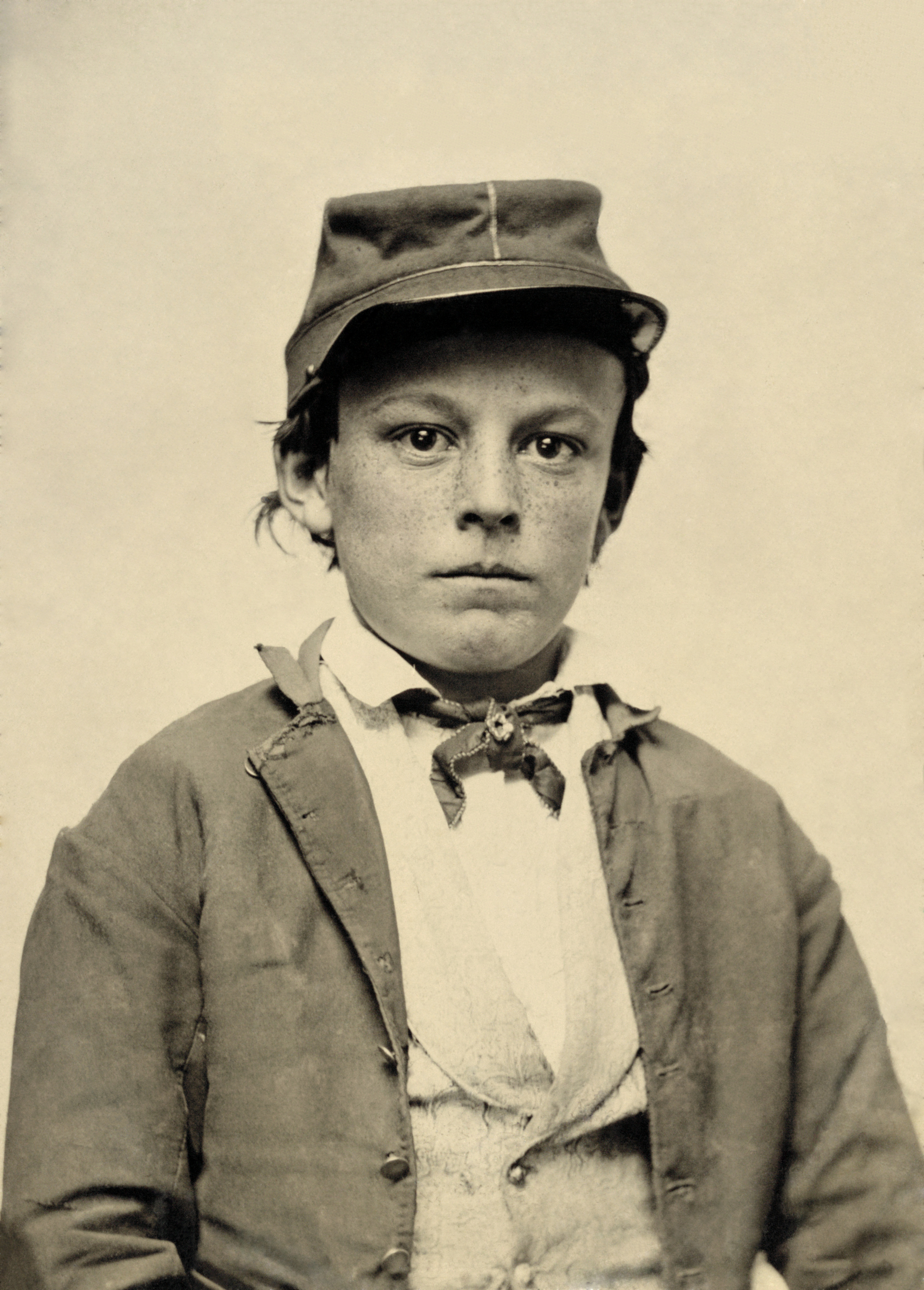
Un joven soldado sin identificar con el uniforme confederado.

Johnny Reb o Johnny Rebel es la personificación nacional de los estados del sur de Estados Unidos y también de los Estados Confederados de América durante la guerra de secesión. Los patriotas utilizan a menudo a Johny Reb y a su antagonista de la Unión Billy Yank para simbolizar al soldado común de la guerra civil de los años 1860.
Johny Reb se le suele representar con un uniforme de lana gris con la típica gorra quepis de algodón hecha con un paño fino de lana redondo, plana, cosido de algodón y visera de cuero. Suele aparecer portando sus armas y una bandera confederada.

## Otros usos
- "Johny Reb" es también una canción confederada escrita en 1959 por Merle Kilgore y popularizada por Johnny Horton.